# ألان مولهولاند
ألان مولهولاند (بالإنجليزية: Alan Mulholland)‏ هو لاعب كرة القدم الغالية أيرلندي، ولد في 1968 في غالواي في جمهورية أيرلندا.